# トシコユメドリキララシジミ
トシコユメドリキララシジミ（学名：Deramas toshikoae）は、チョウ目（鱗翅目）アゲハチョウ上科シジミチョウ科に分類されるチョウの一種。フィリピン固有種。

## 分布
レイテ島、ミンダナオ島、ミンドロ島に分布しているが、いずれの地でも稀である。

## 形態
オスの前翅長は15-16mm。メスの前翅長は16-18mm。オス前翅翅表第4－6室の緑青斑は個体によって出現する場合としない場合がある。本属のチョウはよく似た種が多く、同定には注意を要する。本種は翅表の緑色部のひろがり方など一見トモコユメドリキララシジミ(D. tomokoae)に似ているが、オス交尾器の相違の他に、前翅縁毛が白黒まだらにあらわれる（tomokoaeでは前翅縁毛は一様な黒褐色）、前、後翅とも緑色部はtomokoaeほど青みが強くなく、広がりはtomokoaeよりも目立つ。裏面地色はうす茶色(tomokoaeでは赤みを帯びた茶褐色)で、外中央線は白色で広く縁どられる(tomokoaeではうす茶色で縁どられ、あまり目立たない）、後翅外中央線の凹凸はtomokoaeよりも激しい、メスの翅表・前翅にはやや青みがかった斑紋がわりと明瞭に現れる個体がある、などの点で区別できる。

## 生態
レイテ島での知見では、時には下草に飛来し陽光を浴びて翅を広げる行動が見られる。

種名の語源：命名者の母、林敏子に因む。